# 鳥ヶ峰吉五郎
鳥ヶ峰 吉五郎（とりがみね きちごろう、1904年5月 - 没年不明）は、大正・昭和時代の大相撲力士。宮城野部屋所属。本名は天野 吉五郎（あまの よしごろう）。最高位は西十両2枚目。

## 経歴
現在の東京都北区出身。宮城野部屋に入門し、1921年1月場所、「鳥ヶ峰」の四股名で初土俵を踏む。1925年5月場所に十両昇進。1930年10月場所まで十両の地位を務めた。その後幕下に陥落し、1931年5月場所に十両に復帰したが、2場所続けて負け越し、1932年1月場所に再び幕下に陥落した。ところが、春秋園事件により、大量の幕内十両の脱退者が出たため、再び十両に上がることになった。再十両後は成績が振るわず、1933年1月場所、幕下に陥落した。四股名を本名の「天野」に代えた後、1934年1月場所に廃業した。

## 主な成績
- 通算成績：83勝119敗9休  勝率.411
- 十両成績：83勝119敗9休  勝率.411
- 現役在位：25場所
- 十両在位：21場所

### 場所別成績
| 1921年 （大正10年） | （前相撲）       | x                | x                 | x                  |
| 1922年 （大正11年） | x                | x                | x                 | x                  |
| 1923年 （大正12年） | x                | x                | x                 | x                  |
| 1924年 （大正13年） | x                | x                | x                 | x                  |
| 1925年 （大正14年） | x                | x                | 幕下 –            | x                  |
| 1926年 （大正15年） | 幕下 –           | x                | 東十両9枚目 3–3   | x                  |
| 1927年 （昭和2年） | 西十両12枚目 3–3 | 西十両12枚目 4–6 | 西十両11枚目 3–3  | 幕下 –             |
| 1928年 （昭和3年） | 西十両11枚目 6–5 | x                | 東十両4枚目 6–5   | 東十両4枚目 4–7    |
| 1929年 （昭和4年） | 西十両9枚目 7–4  | 西十両9枚目 7–4  | 西十両2枚目 2–5–4 | 西十両2枚目 6–5    |
| 1930年 （昭和5年） | 西十両5枚目 5–6  | 西十両5枚目 3–8  | 東十両11枚目 3–8  | 東十両11枚目 0–6–5 |
| 1931年 （昭和6年） | x                | 幕下 –           | 西十両9枚目 5–6   | 西十両9枚目 3–8    |
| 1932年 （昭和7年） | 東十両4枚目 2–6  | 東十両4枚目 2–8  | 西十両11枚目 6–5  | 西十両11枚目 3–8   |
| 1933年 （昭和8年） | 幕下 –           | x                | x                 | x                  |
| 1934年 （昭和9年） | 幕下 引退 0–0–0  | x                | x                 | x                  |
| 各欄の数字は、「勝ち-負け-休場」を示す。 優勝 引退 休場 十両 幕下 三賞：敢=敢闘賞、殊=殊勲賞、技=技能賞 その他：★=金星 番付階級：幕内 - 十両 - 幕下 - 三段目 - 序二段 - 序ノ口 幕内序列：横綱 - 大関 - 関脇 - 小結 - 前頭（「#数字」は各位内の序列） |                  |                  |                   |                    |

## 改名歴
- 鳥ヶ峰（とりがみね）1921年1月場所 - 1933年1月場所
- 天野（あまの）1933年5月場所 - 1934年1月場所